# Hugues Dufourt
Hugues Dufourt, né à Lyon le 28 septembre 1943, est un compositeur, musicologue et philosophe français.
Petit fils de l'écrivain Jean Dufourt (1887-1953).

## Parcours
Il étudie le piano à Genève auprès de Louis Hiltbrand, puis la composition auprès de Jacques Guyonnet, avec lequel il collabore au Studio de musique contemporaine de Genève (SMC), et qui crée ses premières œuvres : Brisants, Mura della Città di Dite, Down to a sunless sea, Dusk light... 
Agrégé de philosophie en 1967, Hugues Dufourt fut, à l'Université Lyon 2, l'élève de François Dagognet et de Gilles Deleuze. Il participe à Paris aux séminaires de Georges Canguilhem et Suzanne Bachelard. Il prend part aux concerts du groupe Musique du temps à Lyon, et devient, en 1968, responsable de la programmation musicale au Théâtre de la Cité à Villeurbanne, sous la direction de Roger Planchon, tout en enseignant la philosophie à l’Université Lyon 2 (1968-1971), puis à l’Université Lyon-III (1971-1979), en qualité d’assistant, puis de maître-assistant. Il participe aux activités de l'ensemble l'Itinéraire (1975-1981), et fonde en 1977 le Collectif de recherche instrumentale et de synthèse sonore (Criss), avec Alain Bancquart et Tristan Murail. 
En 1977, Erewhon est créé par les Percussions de Strasbourg, sous la direction de Giuseppe Sinopoli, suivi, en 1979, à l’Ircam, de Saturne, pour 24 instrumentistes, sous la direction de Péter Eötvös. En 1985, la création, par l’Orchestre de Paris, de Surgir provoque un certain scandale. Pierre Boulez dirige en 1986, à La Scala de Milan, L’Heure des traces. Hommage à Charles Nègre accompagne, la même année, le film Quai Bourbon de Luc Riolon, sur une chorégraphie et dans une mise en scène de Daniel Larrieu. 
Chargé de recherche (1973-1985), puis directeur de recherche au CNRS (depuis 1985), Hugues Dufourt crée en 1982 le Centre d’Information et de Documentation / Recherche Musicale (CID-RM), qu'il dirige jusqu'en 1995. Il préside l’Ensemble Forum (1985-1989), et fonde le Séminaire d’histoire sociale de la musique (1984) et la formation doctorale « Musique et musicologie du XXe siècle », à l’École des hautes études en sciences sociales, avec le concours de l’École normale supérieure, du CNRS et de l’Ircam (1989). Christian Bourgois publie en 1991 Musique, pouvoir, écriture. Dédale, opéra en trois parties, sur un livret de Myriam Tanant, est créé en 1995 à l’Opéra de Lyon, dans une mise en scène de Jean-Claude Fall. Le cycle des Hivers succède à La Maison du Sourd, pour flûte et orchestre, d’après Goya, créé à Venise en octobre 1999, et au Lucifer selon Pollock, pour orchestre, créé à Paris en février 2001. 
Il est l’auteur d’importants articles : « Le déluge : philosophie de la musique moderne », « Musique, mathesis et crises, de l’Antiquité à l’âge classique », « Musique et principes de la pensée moderne : des espaces plastique et théorique à l’espace sonore », « Les fonctions paradigmatiques de la musique chez Leibniz », « La musique sur ordinateur : une sémantique sans sujet ? », « Les principes de la musique ». Plusieurs d'entre eux ont été réunis dans un ouvrage paru en 1991 sous le titre : Musique, pouvoir, écriture, éditions Christian Bourgois.

## Œuvres
- Brisants pour piano et ensemble (1968)
- Erewhon pour 6 percussions (1972-1976)
- La Tempête d’après Giorgione pour ensemble (1976-1977)
- Antiphysis pour flûte et orchestre de chambre (1978)
- Saturne pour 24 musiciens (1979)
- Surgir pour orchestre (1980-1984)
- La mort de Procris pour 12 voix mixtes a cappella (1985)
- Hommage à Charles Nègre pour 6 musiciens (1986)
- L’Heure des Traces pour orchestre de chambre (1986)
- Le Philosophe selon Rembrandt pour orchestre (1992)
- Lucifer d’après Pollock pour orchestre (1992-1993)
- Quatuor de Saxophones (1993)
- An Schwager Kronos pour piano (1995)
- Dédale opéra (1995)
- L'Espace aux Ombres pour 16 musiciens (1996)
- La maison du Sourd pour flûte et orchestre (1996-1997)
- La Cité des saules pour guitare électrique (1997)
- Rastlose Liebe pour piano (2000)
- Lucifer d'après Pollock pour orchestre (2000)
- La Gondole sur la lagune d'après Guardi pour orchestre (2001)
- Les Chasseurs dans la neige d'après Bruegel pour orchestre (2001)
- Le Cyprès blanc pour alto et grand orchestre (2003-2004)
- L'Origine du monde pour piano et 14 instruments (2004)
- L'Afrique d'après Tiepolo pour piano et ensemble (2005)
- Soleil de proie pour 2 pianos (2005)
- Erlkönig pour piano (2006)
- Au plus haut faîte de l'instant pour hautbois et orchestre (2006)
- Duel à coups de gourdin pour flûte (2008)
- La ligne gravissant la chute. Hommage à Chopin pour piano seul (2008)
- Dawn Flight pour quatuor à cordes (2008)
- L'Asie d'après Tiepolo pour ensemble (2009)
- Les Chardons d'après Van Gogh pour alto et orchestre de chambre (2009)
- Uneasiness pour quatuor à cordes (2010)
- Voyage par-delà les fleuves et les monts pour orchestre (2010)
- L'Essence intime des choses pour mezzo et piano (2010)
- La Sieste du lettré pour flûte, piano et vibraphone (2010)
- L'Europe d'après Tiepolo pour ensemble (2011)
- Vent d'automne pour piano (2011)
- On the wings of the morning pour piano et orchestre (2012)
- Burning Bright pour six percussionnistes (2014)
- These livid flames pour orgue (2014)
- Le Passage du Styx d'après Patinir pour grand orchestre (2015)
- Ur-Geräusch pour grand orchestre (2016)

## Récompenses
- Grand Prix de la musique de chambre de la Sacem (1975)
- Grand Prix de l’Académie Charles Cros (1980)
- Prix Koussevitsky (1985)
- Prix du jury du Festival musique en cinéma (1987)
- Prix des compositeurs de la Sacem (1994)
- Prix du Président de la République pour l’ensemble de son œuvre décerné par l'Académie Charles Cros (2000)
- Chevalier de la Légion d'honneur (2005)